# Carrier select
Carrier select is het principe waarbij op het vaste telefoonnet (in Nederland dat van KPN, in België dat van Proximus) concurrerende bedrijven telefonie kunnen aanbieden. Zogenaamde carrier select operators (zoals onder andere Tele2, OneTel of Bel1649) werken met een 16xx-code: de gebruiker toetst deze code in als prefix voor het telefoonnummer dat hij wil draaien. Het gesprek wordt dan gerouteerd via deze operator, in plaats van via KPN of Proximus.
Het principe van carrier preselect (CPS) gaat nog verder. Hierbij hoeft de gebruiker geen 16xx-prefix meer te draaien vóór het nummer wat hij wil bellen, maar alle telefonie gaat automatisch via de nieuwe aanbieder. In deze situatie wordt in principe niets meer aan KPN of Proximus betaald, met uitzondering van:
- Het abonnementsgeld voor de vaste aansluiting
- De kosten voor 090x- en andere servicenummers, deze lopen niet via de nieuwe aanbieder
- Alle gesprekken gevoerd via de eigen codes van KPN of Proximus.

Door (in Nederland) te bellen met 0800-1273 kan de gebruiker zelf de carrier preselect-instellingen van het vastenettelefoonnummer aanpassen.
Preselect is niet voor alle nummers mogelijk, een aantal aanbieders zal geweigerd worden.
Slamming is bij telefonie het wisselen van carrier select, zonder dat de eindgebruiker daar uitdrukkelijke voorafgaande toestemming voor heeft gegeven.